# 行星照

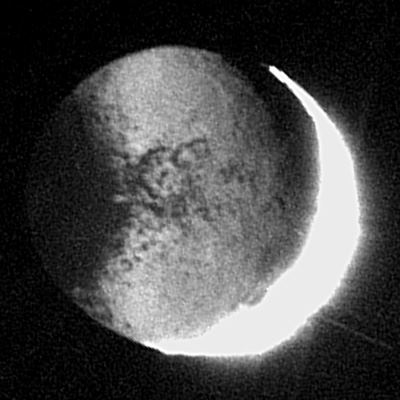
土星的衛星土衛八被土星照照亮。這是一張被強化的照片，因為土星照非常微弱，以人類的裸眼是看不見的。

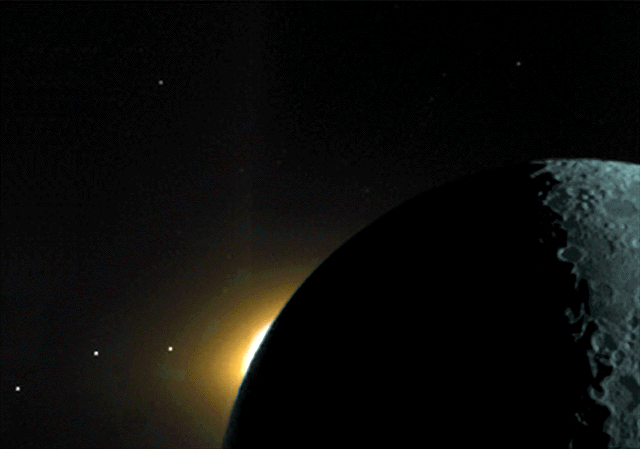
克萊門汀號在1994年捕獲到被地照照亮的月球畫面。克列門丁的照相機揭露(從右至左)被地照照亮的月球，太陽的炫光和行星的土星、火星和水星(左下方的三個光點)都從月球黑暗的邊緣升起。

行星照的現象是行星反射的陽光照亮天然衛星黑暗面的現象。通常，這會使衛星的黑暗面沐浴在柔和且微弱的光線下。最為人熟知的行星照例子就是地照，在細長的眉月時最容易看見這種現象。行星照在太陽系的各處都能看見：特別是卡西尼號太空船最近傳回來的照片，土星衛星背向陽光未被照亮的一面也能看得見。

行星照的圖說。

## 地照

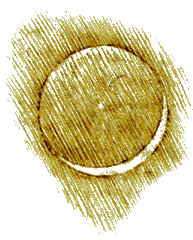
李奧納多·達文西在萊斯特手稿中描繪的眉月和地球反照

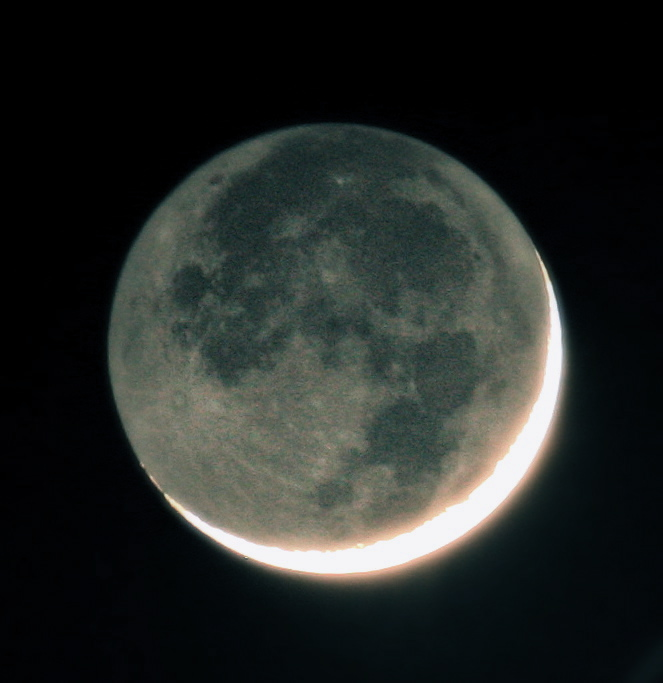
實際拍攝到的地照

地照是月球的夜晚部份反射的來自地球的光線，也被稱為月球的灰光或是新月懷老月。
地球反照是在新月的前後可以短暫觀察到的一種現象，發生在殘月之後或眉月之前的月相。當月相是新月之際，從月球看到的地球幾乎完全未被陽光照亮的部份，從地球反射到月球夜晚一側的陽光便會被反映出來，使夜晚的月球散發出依稀的微光，讓整個球面都朦朧可見。
李奧納多·達文西早在1500年代就意識到地球和月亮都會反射陽光而做出了解釋，從地球反射到月球的陽光再被反射回地球，成為地球反照，故此現象又稱為達文西光（da Vinci glow）。
地球反照被利用來協助測量地球的反照率，這些資料被用來分析全球的雲覆蓋率和氣候的因素。海洋的反射至少佔了10%，陸地反射10-25%的陽光，雲的反射大約在50%，所以，可以確定在任何時間的地球白天側反射到月球的光量，和從月球可見部分反射回來的地球反照有多亮。

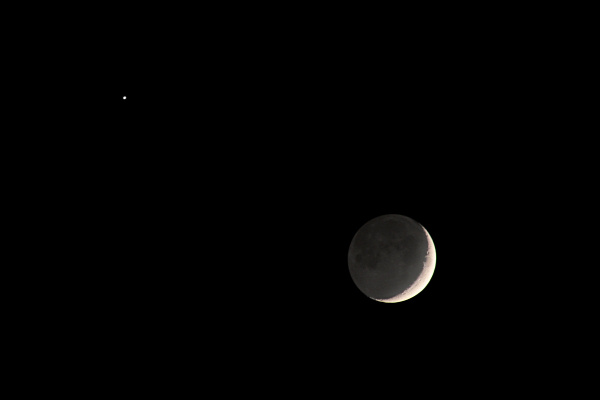
金星與有著地球反照月球的合。

研究地球反照可以顯示地球的雲層如何隨著時間的推移而變化，初步的結果顯示在1985年和1997年之間，雲量的覆蓋率變化減少約6.5%，而在1997年至2003年則有相對應的增加。這對氣候的研究有特別的意義，特別是關於全球暖化。有些雲因為會補獲熱量，而有變暖的影響，但是其他的雲卻有冷卻的效果，而且因為反照率的增加，因而使得對全球溫度的影響仍然不清楚  （页面存档备份，存于）

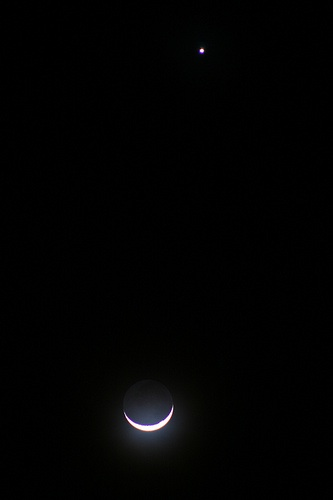
有著地球反照的月球合金星(頂端)。

參見：安德烈-路易·丹容、丹容量表

## 環照
在卡西尼號長時間曝光的影像中，土星環的亮光照亮了土星的背陽面。

## 搜尋類地行星
科學家指導NASA從事類地行星探測的計畫，啟動了類地行星發現者(TPF，Terrestrial Planet Finder)任務。 TPF將從行星環繞恆星的軌道上搜尋行星照，以研究是否有生命藏匿在其中。它將使用先進的望遠鏡技術從反射的行星照中來尋找生命的痕跡，包括水、氧氣和甲烷等。
歐洲太空總署也有相似的任務，命名為達爾文任務，正在研議之中。這也會像研究地球的行星照一樣，來檢測生命的徵兆。 （页面存档备份，存于）。
不同於天文上一般的挑戰，這些任務面臨最嚴重的挑戰不是來自在微弱的星球收集足夠的光子，而是在非常靠近明亮恆星的旁檢測出光度微弱的行星。就一顆類地行星與炙熱的主恆星對比，在熱紅外線上大約是~10−6-10−7，或在可見光和近紅外線上是 ~10−9-10−10。由於這個原因，達爾文任務和類地行星發現者-I，都會在熱紅外線的波段上工作。但是，使用光學和近紅外線搜尋類地行星也有其優勢，因為對給定大小的望遠鏡，會有著較小的繞射極限。因此，NASA也進行一個類地行星發現者-C的任務，它會使用光學和近紅外線的波常來搜尋和研究類地行星。類地行星發現者-C同時也會針對系外行星的行星照進行研究，達爾文和類地行星發現者-I將搜尋這些被行星釋放(或是散射)的熱紅外線，而大多數的天文學家不認為那些是行星照。
為這些任務作準備，天文學家已經對地照進行了詳細的觀測。天文學家特別關注地照是否可以在紅邊(紅光臨界區)，一種在植物光譜上的特徵上觀測得到。
來自一個岩質系外行星的光中類似光譜特徵的發現將會特別有趣，因為它可能是來自於一個光能補獲的有機體。而紅邊幾乎可以肯定是通過地照直接觀測地球上生物最簡單的方法。對另一個有類似生命的行星而言，由於是在事前不知道的光譜波長特徵，它可能也是種極難解釋的一種特徵(與大多數的原子或分子光譜特徵不同)。

## 外部連結
- Science@NASA: Earthshine
- NASA Astronomy Picture of the Day （页面存档备份，存于）, 19 April 2002
- 'Earthshine' Linked to Solar Cycle, Climate Change, Space.com
- Scientists Watch Dark Side of the Moon to Monitor Earth's Climate （页面存档备份，存于）, American Geophysical Union